# Kieron Dyer
Kieron Courtney Dyer (Ipswich, 29 december 1978) is een Engels voormalig betaald voetballer die bij voorkeur in de aanval speelde. Hij tekende in augustus 2007 een vierjarig contract bij West Ham United FC. In september 1999 debuteerde hij in het Engels voetbalelftal, waarvoor hij meer dan dertig interlands speelde.
Twee weken nadat Dyer Newcastle United FC verruilde voor West Ham raakte hij in een League Cup-wedstrijd tegen Bristol Rovers FC zwaar geblesseerd. Een tackle van Joe Jacobsen leverde hem een dubbele beenbreuk op, die hem zeventien maanden revalidatie kostte. Na zijn terugkeer op het veld in 2009 bleef hij met blessures sukkelen, waardoor hij vaker niet dan wel inzetbaar was voor West Ham. In juli 2011 maakte hij transfervrij de overstap naar de promovendus Queens Park Rangers.
Op 2 april 2005 ging Dyer op de vuist met teamgenoot Lee Bowyer tijdens het duel tussen Newcastle United en Aston Villa (0-3). Pas dertien jaar later onthulde hij de aanleiding, toen zijn biografie Old too soon, smart too late (Te snel oud, te laat slim). "Lee is een goede gozer en we kunnen nu ook weer normaal met elkaar opschieten, maar tijdens zijn carrière had hij soms een kort lontje. Soms knapte er iets bij hem en dat gebeurde tijdens die wedstrijd tegen Aston Villa," vertelt Dyer in het boek. "Hij was van mening dat ik hem bewust oversloeg en bleef maar om de bal vragen, terwijl ik betere opties zag. Op een gegeven moment reageerde ik: 'Weet je waarom je de bal niet krijgt? Because you're fucking shit." Dyer en Bowyer moesten door teamgenoten en tegenstanders uit elkaar worden gehaald. Beide spelers kregen de rode kaart, Bowyer liep met een gescheurd shirt van het veld af. De beelden van de vechtpartij gingen de hele wereld over.
Dyer beëindigde zijn actieve loopbaan in het shirt van Middlesbrough na afloop van het seizoen 2012/2013.

## Clubstatistieken
| Periode    | Club                | Land              | Competitie     | Duels | Dlp. |
| ---------- | ------------------- | ----------------- | -------------- | ----- | ---- |
| 1996-'97   | Ipswich Town FC     | Vlag van Engeland | First Division | 13    | 0    |
| 1997-'98   | Ipswich Town FC     | Vlag van Engeland | First Division | 41    | 4    |
| 1998-'99   | Ipswich Town FC     | Vlag van Engeland | First Division | 37    | 5    |
| 1999-'2000 | Newcastle United FC | Vlag van Engeland | Premier League | 30    | 3    |
| 2000-'2001 | Newcastle United FC | Vlag van Engeland | Premier League | 26    | 5    |
| 2001-'2002 | Newcastle United FC | Vlag van Engeland | Premier League | 18    | 3    |
| 2002-'2003 | Newcastle United FC | Vlag van Engeland | Premier League | 35    | 2    |
| 2003-'2004 | Newcastle United FC | Vlag van Engeland | Premier League | 25    | 1    |
| 2004-'2005 | Newcastle United FC | Vlag van Engeland | Premier League | 23    | 4    |
| 2005-'2006 | Newcastle United FC | Vlag van Engeland | Premier League | 11    | 0    |
| 2006-'2007 | Newcastle United FC | Vlag van Engeland | Premier League | 22    | 5    |
| 2007-'2008 | Newcastle United FC | Vlag van Engeland | Premier League | 0     | 0    |
| 2007-'08   | West Ham United FC  | Vlag van Engeland | Premier League | 2     | 0    |
| 2008-'09   | West Ham United FC  | Vlag van Engeland | Premier League | 7     | 0    |
| 2009-'10   | West Ham United FC  | Vlag van Engeland | Premier League | 11    | 0    |
| 2010-'11   | West Ham United FC  | Vlag van Engeland | Premier League | 12    | 0    |
| 2011-'12   | Queens Park Rangers | Vlag van Engeland | Premier League | 1     | 0    |
| 2012-'13   | Queens Park Rangers | Vlag van Engeland | Premier League | 4     | 0    |
| 2012-'13   | Middlesbrough       | Vlag van Engeland | Championship   | 9     | 2    |